# Ford Galaxy
Sobre el Ford Galaxy argentino, véase Ford Galaxy/Versailles/Volkswagen Passat.
El Ford Galaxy es un monovolumen del segmento D producido por el fabricante de automóviles estadounidense Ford Motor Company desde el año 1995. El Galaxy es un cinco puertas de motor delantero transversal y tracción delantera, disponible con cinco o siete plazas.

## Primera generación (1995-2006)
La primera generación del Galaxy fue desarrollada en colaboración con el Grupo Volkswagen, que creó dos modelos idénticos, los Volkswagen Sharan y SEAT Alhambra. Los tres fueron fabricados en Palmela, Portugal, y las diferencias entre ellos se encontraban en el frontal, la trasera, el interior y el equipamiento.
La mayoría de los motores del Galaxy eran del Grupo Volkswagen: un diésel de cuatro cilindros y 1.9 litros de cilindrada de entre 90 y 130 CV de potencia máxima, y un V6 gasolina de 2,8 litros, inicialmente de dos válvulas por cilindro y 174 CV y luego de cuatro válvulas por cilindro y 204 CV. Los gasolina menos potentes eran de origen Ford, los 2,0 litros y 2,3 litros de cuatro válvulas por cilindro.

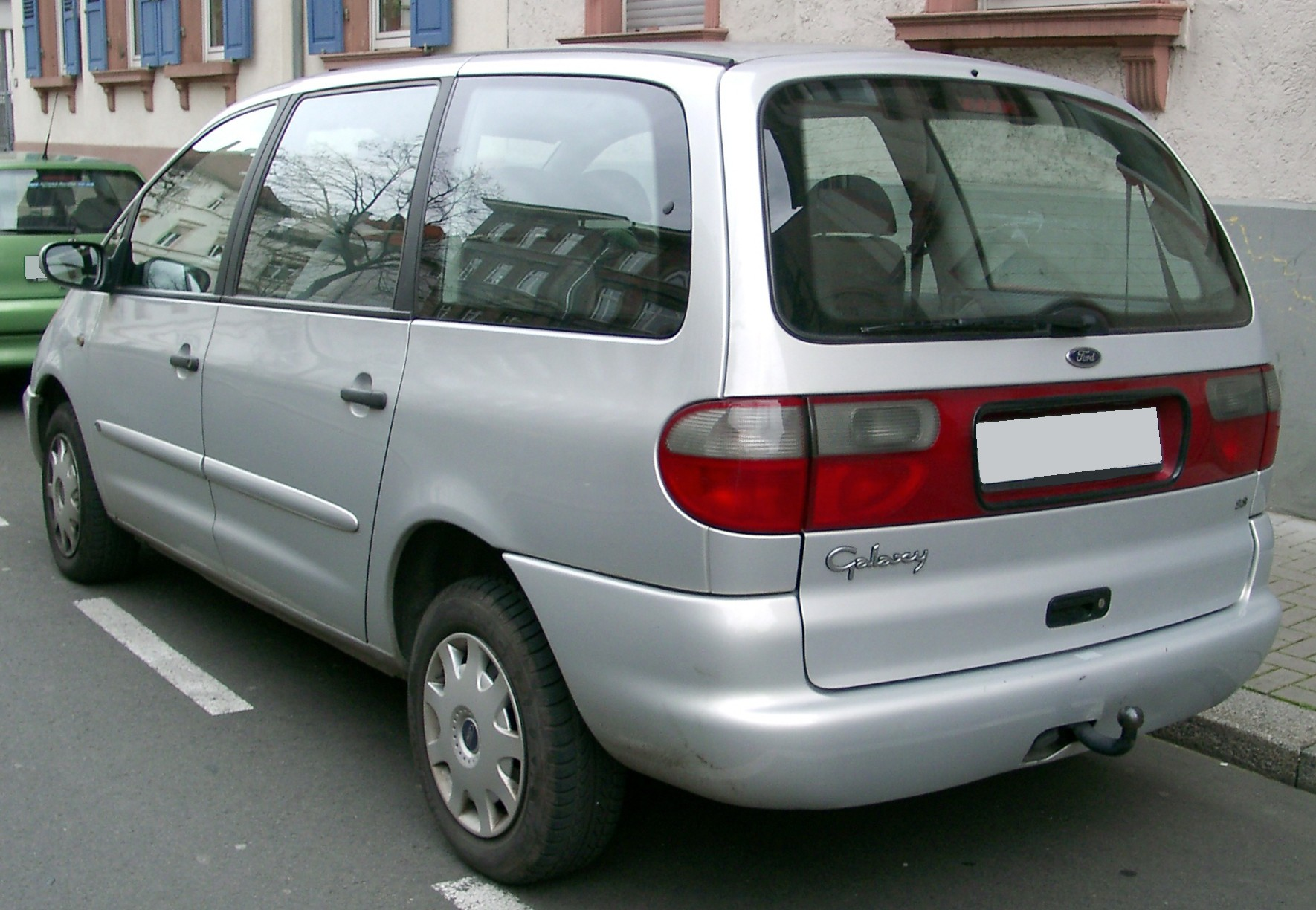
Primera generación (1995-2006) vista posterior
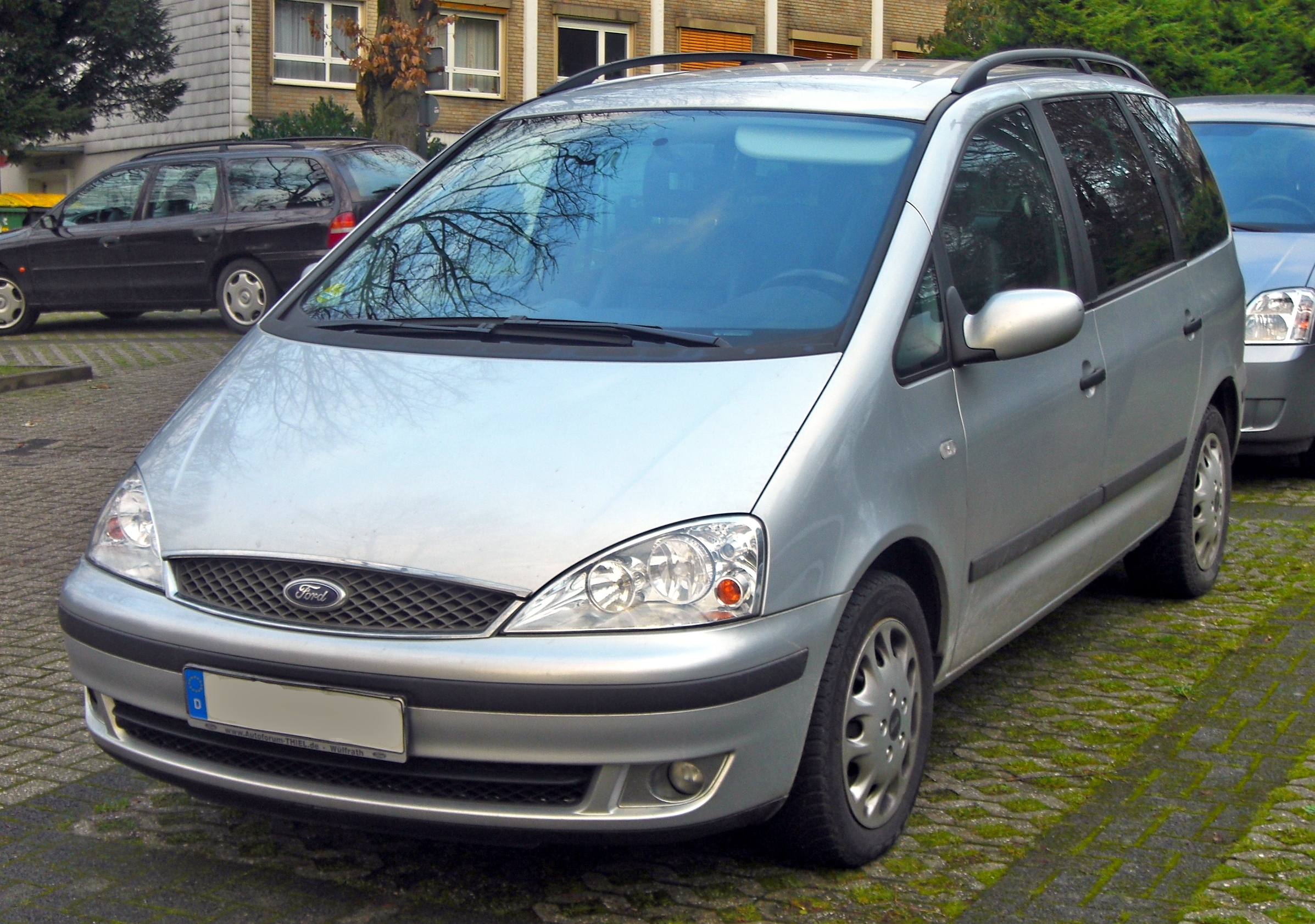
Primera generación Rediseño (1995-2006)
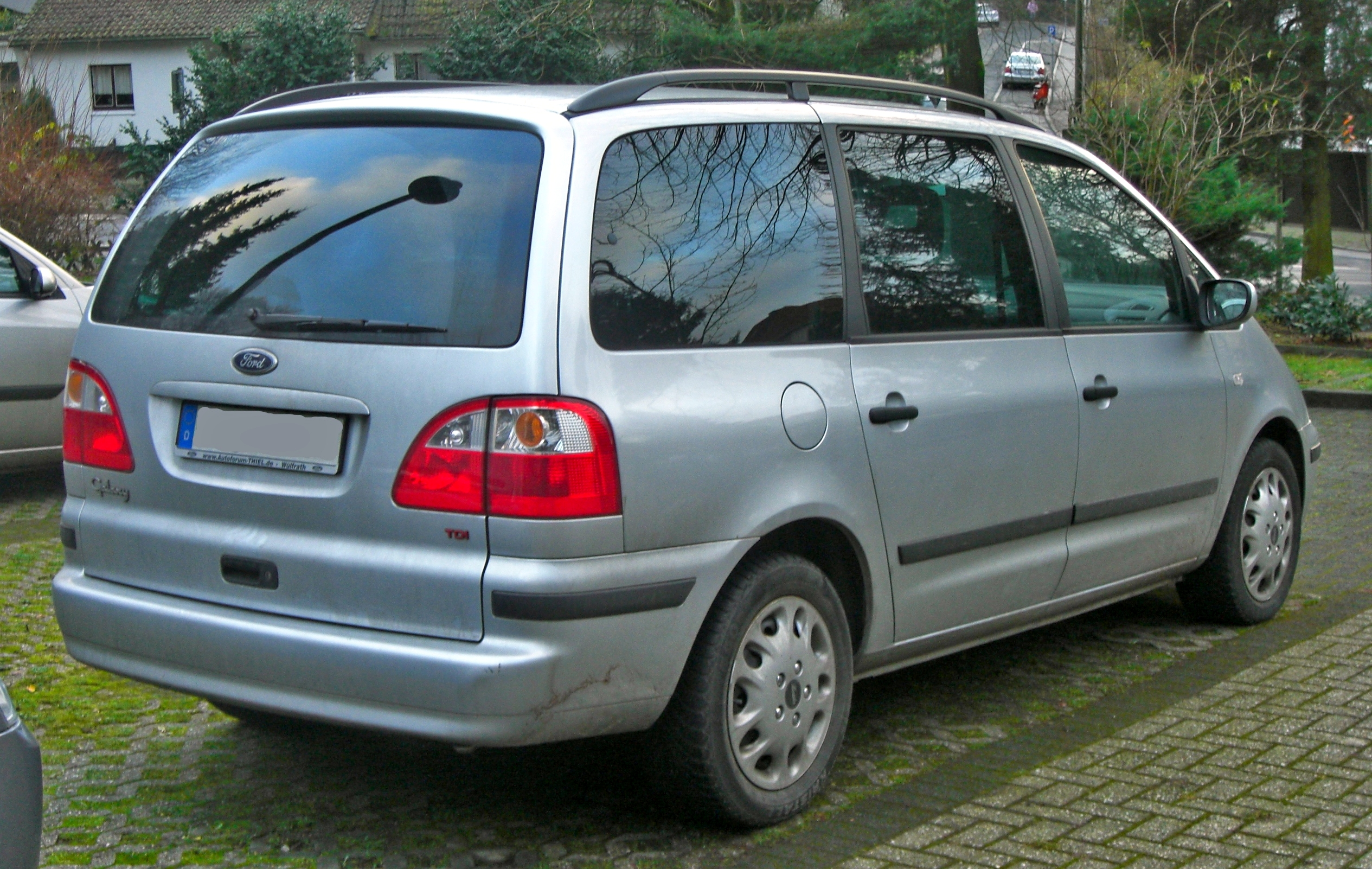
Primera generación (1995-2006)vista posterior

## Segunda generación (2006-2015)
La segunda generación del Galaxy fue presentada al público en el Salón del Automóvil de Ginebra de 2006 y puesta a la venta en marzo de ese año. Comparte su plataforma y motores con el Ford Mondeo de tercera generación, un turismo, y el Ford S-Max, también un monovolumen del segmento D; los tres son fabricados en Genk, Bélgica.
Sus motores son de cuatro cilindros en línea y diseñados por Ford. Los gasolina son un 1,8 litros de cilindrada y 100 o 125 CV de potencia máxima, y un 2,0 litros de 145 CV. Los diésel son un 1,8 litros de dos válvulas por cilindro y 125 CV de potencia máxima, un 2,0 litros de cuatro válvulas por cilindro y 130 o 140 CV, y un 2,2 litros de 175 CV, todos ellos con turbocompresor de geometría variable, intercooler e inyección directa por conducto común.

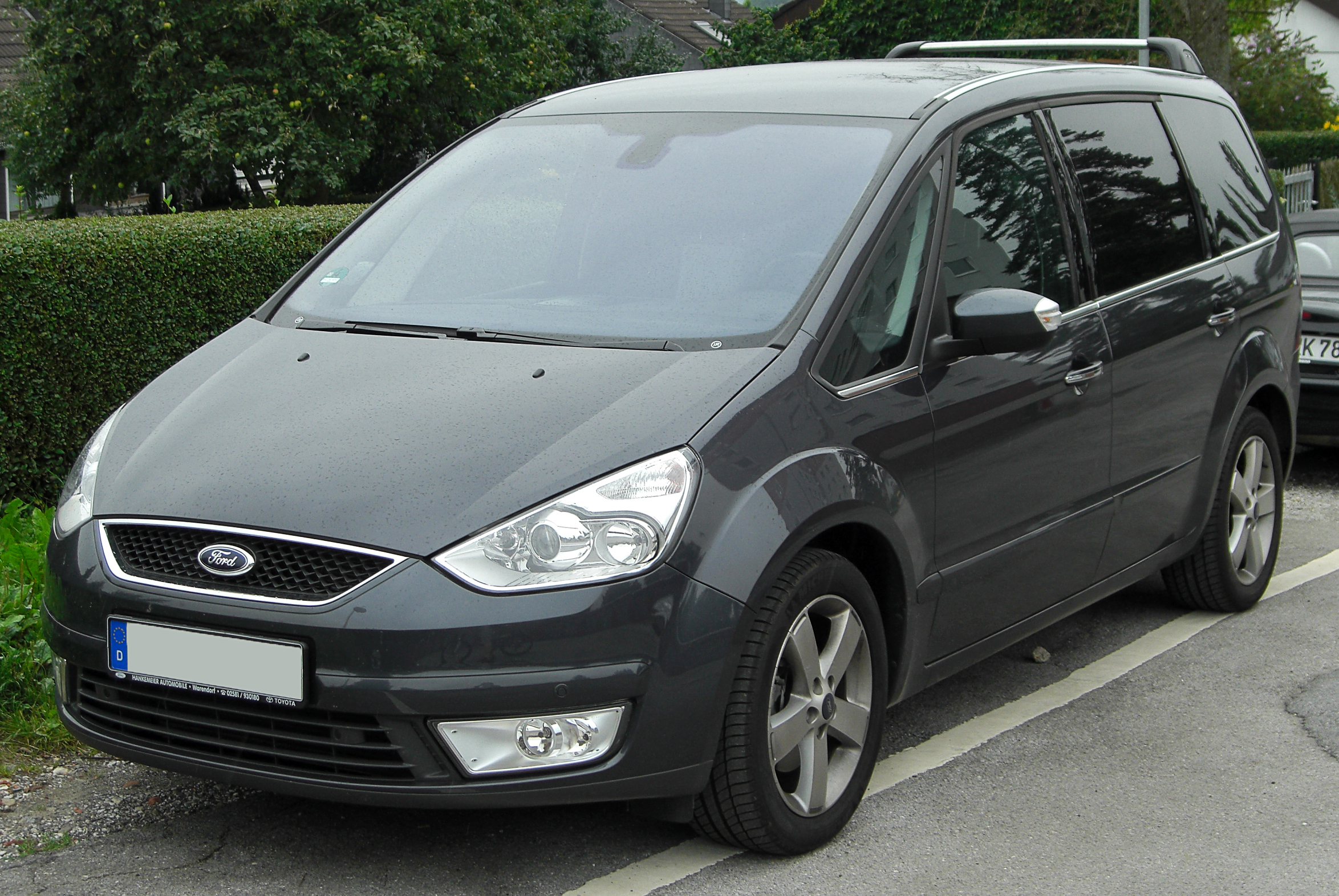
Segunda generación
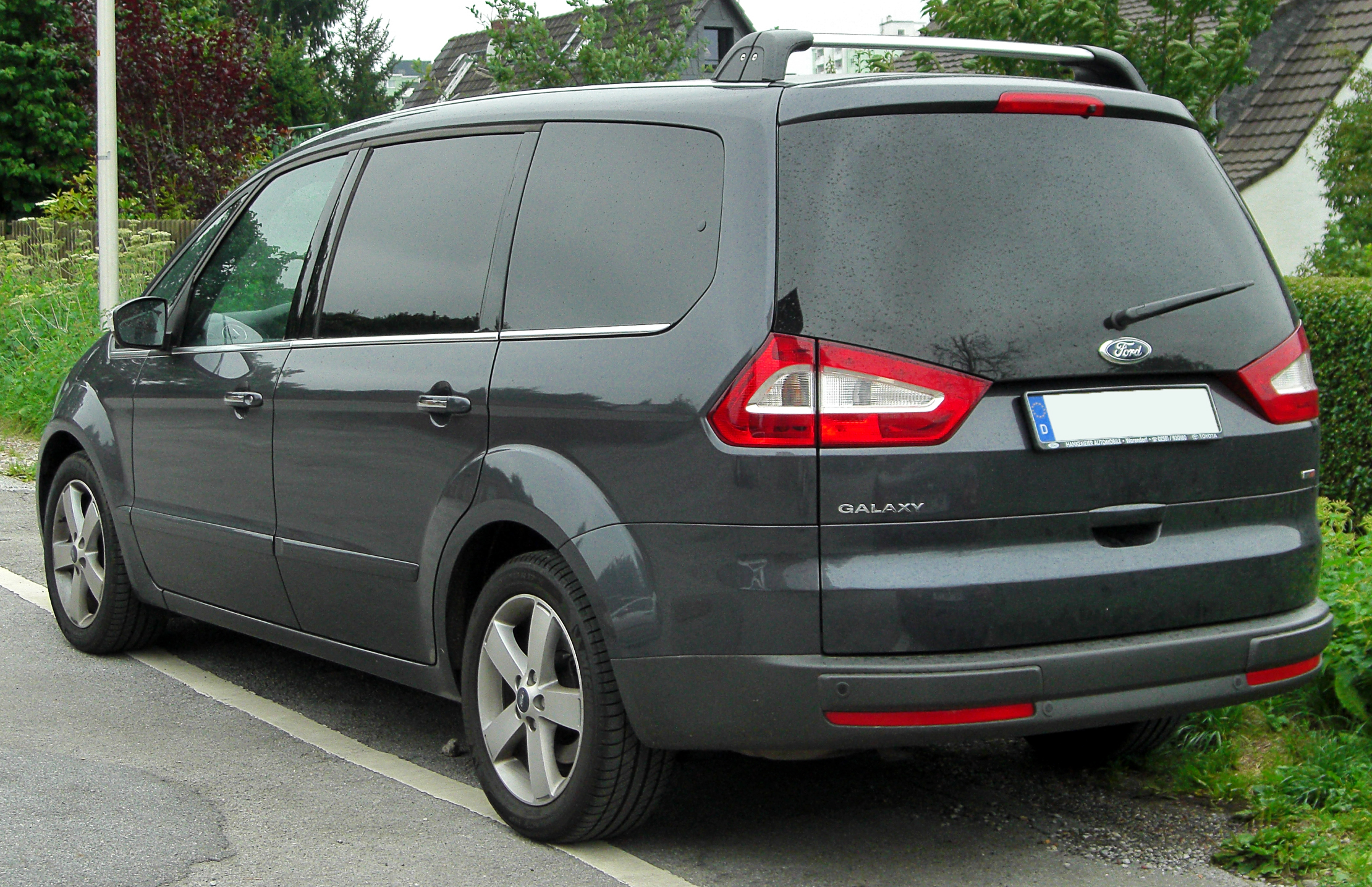
Segunda generación vista posterior

## Tercera generación (2015-presente)

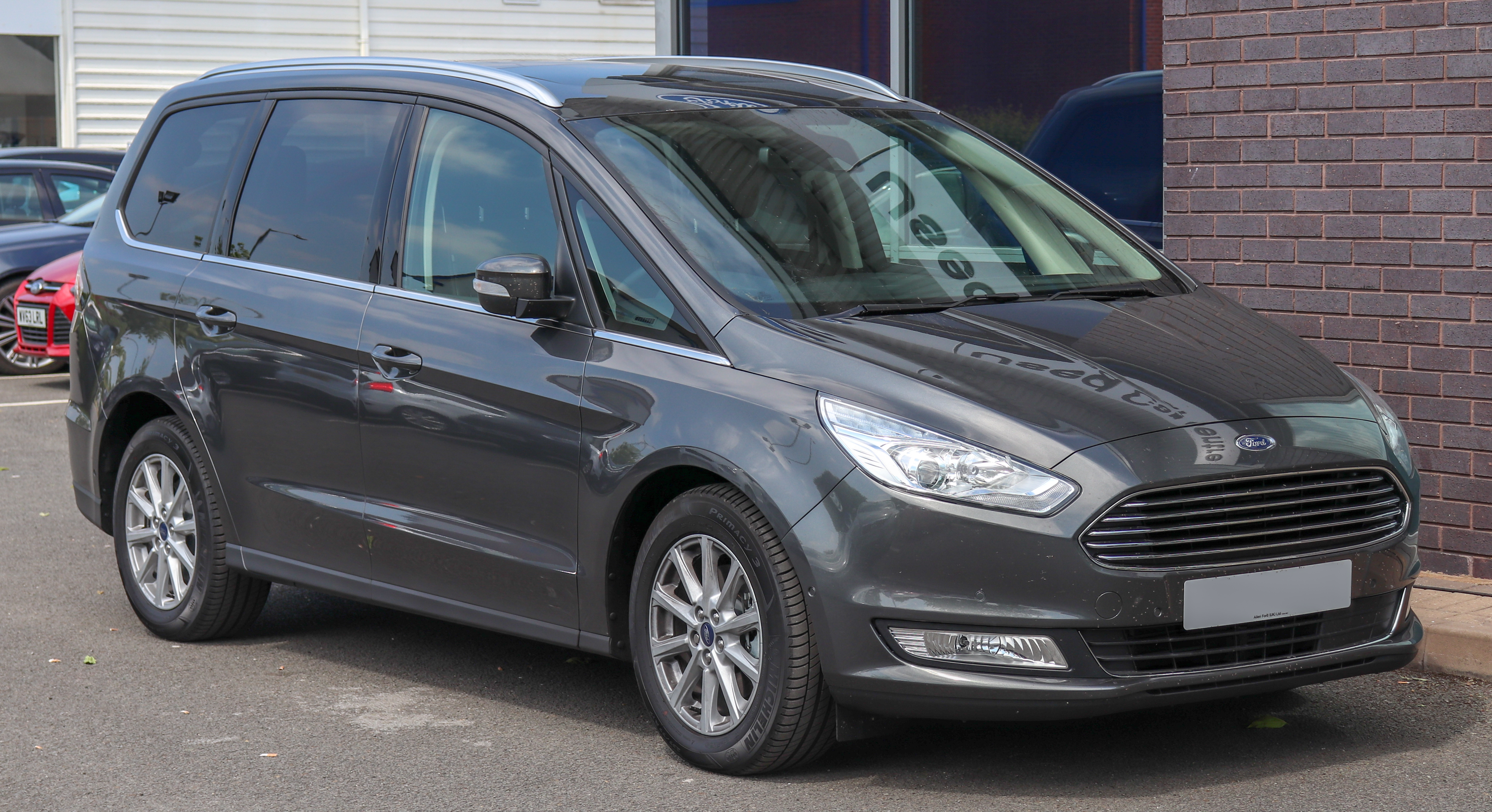
Tercera generación
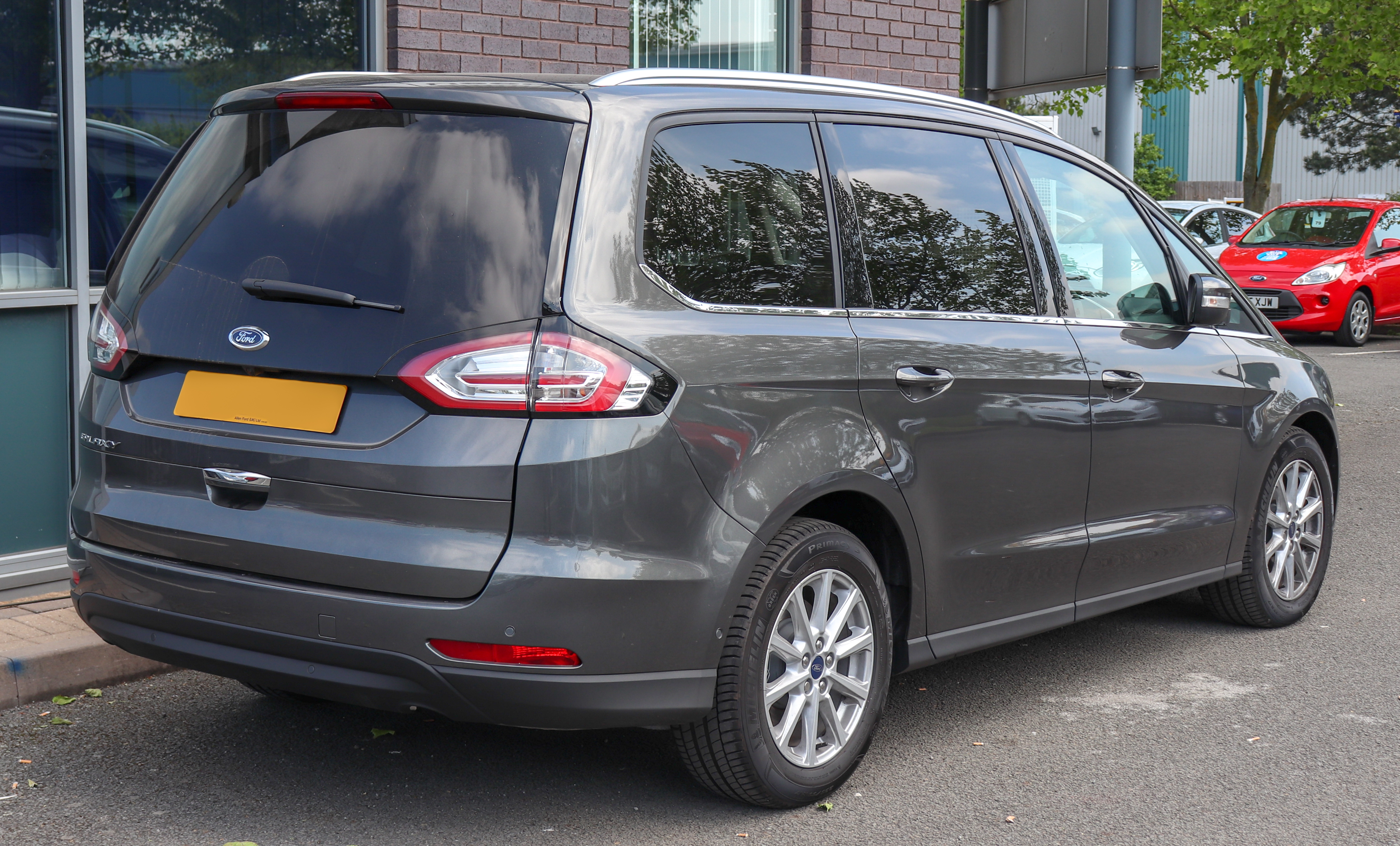
Tercera generación vista posterior